# Clathurella capaniola
Clathurella capaniola é uma espécie de gastrópode do gênero Clathurella, pertencente a família Clathurellidae.